# مايا (رواية)
مايا (بالإنجليزية: Maia)‏ هي رواية للكاتب الإنجليزي ريتشارد آدامز، نشرت عام 1984، لأول مرة عن دار نشر فايكنغ بريس.

## روابط خارجية
- مايا على موقع الموسوعة البريطانية (الإنجليزية)